# Breathe Again
Singles de Toni Braxton
Another Sad Love Song
(1993) Seven Whole Days
(1993)
Breathe Again est une chanson de la chanteuse Toni Braxton, sortie le 6 aout 1993. La chanson est le 3e single extrait de l'album Toni Braxton. Elle est écrite et composée par Babyface. Les producteurs sont L.A. Reid, Babyface et Daryl Simmons pour LaFace, Inc

## Composition
"Breathe Again" est une ballade R&B, qui traite des conséquences d'une rupture. 

## Performance commerciale
La chanson culmine à la 3e position du Billboard Hot 100 et la 2e place du Top 40 Mainstream.

## Récompense
La chanson remporte un Grammy Award pour la meilleure performance féminine en 1995, devenant le second Grammy Award consécutif de Toni Braxton, dans la même catégorie.

## Vidéoclip
Le vidéoclip qui accompagne l'extrait, est tourné par Randee St Nicholas. Il y démontre Toni, vêtue d'une longue robe, chantant dans un immense jardin, situé devant un château. À noter qu'il existe une version espagnole du vidéoclip.

## Pistes et formats
U.S. CD single
1. "Breathe Again" (Radio Edit)
2. "Breathe Again" (Extended Mix)
3. "Breathe Again" (Breathless Mix)
4. "Breathe Again" (Club Mix)
5. "Breathe Again" (Spanish Version)

Royaume-Uni et Allemagne CD single
1. "Breathe Again" (Radio Edit)
2. "Breathe Again" (D'Jeep Mix)
3. "Breathe Again" (Extended Club Mix)
4. "Breathe Again" (D'Moody Mix)
5. "Breathe Again" (Breathless Mix)
6. "Breathe Again" (Spanish Version)

Espagne CD single
1. "Breathe Again" (Versión en Castellano)
2. "Another Sad Love Song" (Album Version)

## Classements hebdomadaires
| Classement (1993-1994)                 | Meilleure place |
| -------------------------------------- | --------------- |
| Allemagne (GfK Entertainment)          | 52              |
| Australie (ARIA)                       | 2               |
| Belgique (Flandre Ultratop 50 Singles) | 13              |
| Canada (RPM 100 Singles)               | 7               |
| États-Unis (Billboard Hot 100)         | 3               |
| États-Unis (Adult Contemporary)        | 4               |
| États-Unis (Hot R&B/Hip-Hop Songs)     | 4               |
| États-Unis (Top 40 Mainstream)         | 2               |
| Irlande (IRMA)                         | 10              |
| Norvège (VG-lista)                     | 7               |
| Nouvelle-Zélande (RMNZ)                | 2               |
| Pays-Bas (Nederlandse Top 40)          | 7               |
| Royaume-Uni (UK Singles Chart)         | 2               |
| Suède (Sverigetopplistan)              | 25              |

## Certifications
| Pays                    | Certification |
| ----------------------- | ------------- |
| Australie (ARIA)        | Platine       |
| États-Unis (RIAA)       | Or            |
| Nouvelle-Zélande (RMNZ) | Platine       |
| Royaume-Uni (BPI)       | Argent        |